# Maurizio Donte

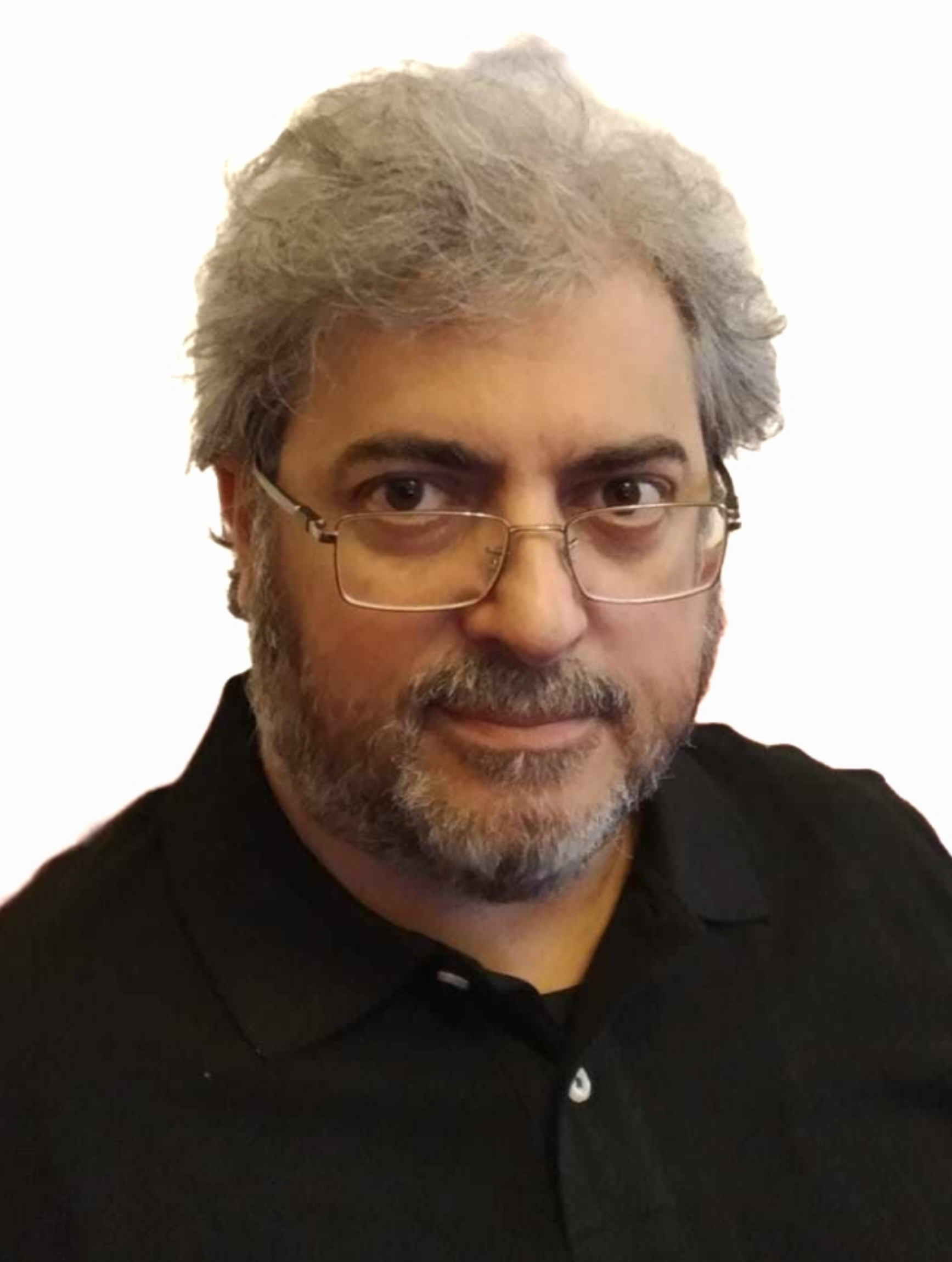
Maurizio Donte

Maurizio Donte (ur. 29 grudnia 1962 w Imperia Porto Maurizio) – włoski poeta i sonetysta. Mieszka w Pornassio. Donte jest autorem wielu tomików poezji i opowiadań docenianych zarówno we Włoszech, jak i za granicą. Otrzymał nagrody i pełnił funkcje jurora w wielu prestiżowych konkursach literackich.

## Biografia
Maurizio Donte szkolił swój kunszt poetycki w Accademia Alfieri di Firenze, założonej przez Dalmazio Masini. Jego nauczycielami byli Vittorio Verducci, Lorena Turri i Alfonso Vincenzo Mauro, a w roku 2024 został członkiem Akademii. W latach 2016–2017 był dyrektorem artystycznym, a w 2018 przewodniczącym konkursu międzynarodowego Parasio organizowanego przez miasto Imperia we Włoszech. W latach 2017–2022 był przewodniczącym konkursu San Valentino organizowanego przez miasto Ormea. Od 2016 współpracuje z emerytowanym profesorem literatury Uniwersytetu w Pizie – Nazariem Pardini i jego blogiem „Alla volta di Leucade”. Jego poezje są tłumaczone na język angielski, często przez poetę i akwarelistę Petera Weeversa i na język polski przez poetkę Izabellę Teresę Kostkę. Jego dzieła recenzują pozytywnie współcześni krytycy literaccy: Umberto Vicaretti, Nazario Pardini, Giangiacomo Amoretti, Vittorio Verducci, Lorena Turri, Marisa Cossu, Edda Conte, Ninnij di Stefano Busà, Patrizia Stefanelli, Lidia Guerrieri, Maria Rizzi, Gianluca Jurij Posteraro, Orazio Antonio Bologna, Pasquale Balestriere, Lorenzo Curti, Luciano Domenighini, Rodolfo Vettorello, Mario De Rosa, Antonio Spagnuolo i inni. Na co dzień pracuje jako chemik i technik laboratorium biomedycznego.

## Publikacje
- Commentarii de Re Publica, REI, 2011, ISBN 8897362648.
- De Bello Parthico, REI, 2012, ISBN 9788897362678.
- Sonetti e Madrigali di amore e guerra, REI, 2014, ISBN 9788827592076.
- Cù Chulainn. Il mito del mastino di Cullan, REI, 2014, ISBN 9782372971249.
- I nuovi canti di Erin, REI, 2014 ISBN 9788890917653.
- Nell’incanto (eBook) silloge poetica, Esordienti, 2016, ISBN 9788866902959.
- Il canzoniere. Rerum vulgarium fragmenta II. Vol. 1, Vetri, 2017, ISBN 9788899782214.
- Il canzoniere. Rerum vulgarium fragmenta II. Vol. 2, Vetri, 2018, ISBN 9788899782382.
- Il crepuscolo degli dèi. Götterdämmerung – Beowulf, Vetri, 2019, ISBN 9788899782528.
- Il canzoniere. Rerum vulgarium fragmenta II. Vol. 3, Vetri, 2020, ISBN 9788899782580.
- Il canzoniere. Rerum vulgarium fragmenta II. Vol. 4, Vetri, 2020, ISBN 8899782636.
- Rime extravaganti Vol.1, Vetri, 2021, ISBN 9788899782818.
- L'arte del sonetto, Vetri, 2023, ISBN 979-12-81306-17-2
- Trasposizioni metriche di sonetti scelti di William Shakespeare, Vetri, 2024, ISBN 9791281306257